# La novela de María

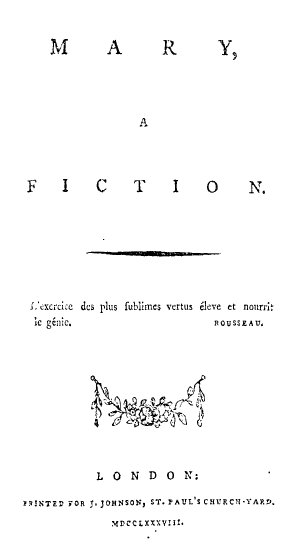
Debajo del título, un epígrafe de Rousseau: "El ejercicio de las virtudes más sublimes eleva y alimenta el genio".

La novela de María, cuyo título original fue Mary: A Fiction, es la primera y única novela completa escrita por Mary Wollstonecraft. Fue publicada en 1788 por Joseph Johnson y relata la trágica historia de la amistad entre María y Henry. Es una crítica de los problemas a los que se enfrentaban las mujeres durante los últimos años del siglo XVIII, particularmente de los relacionados con el matrimonio.